# Ischigualasto
El Parc provincial d'Ischigualasto o Vall de la Lluna, situat en l'extrem nord de la província de San Juan, en el Departament Valle Fértil, és una àrea protegida de 275.369 hi ha., cèlebre en l'àmbit científic, ja que protegeix una important reserva paleontològica. És l'únic lloc on pot veure's totalment en descobert i perfectament diferenciat tot el període Triàsic en forma completa i ordenada. Es calcula que les formacions geològiques d'aquest lloc tenen una antiguitat entre 180 i 230 milions d'anys.
Ubicat a 330 km de la Ciutat de San Juan i a 80 de San Agustín del Valle Fértil, el parc ofereix un estrany paisatge, on l'escassetat de vegetació i la més variada gamma de colors dels seus terres, més el caprici en les formes de les muntanyes, ho fan ser un lloc predilecte per a turistes, tant nacionals com estrangers. Si bé és un lloc científic, es pot recórrer en forma de visita guiada en vehicles particulars acompanyats per un guia del Parc, el qual realitza parades i explica el lloc visitat, l'esmentada excursió dura 3 hores aproximadament, i també s'ofereix uns recorreguts en bicicletes.
En la seva base hi ha instal·lat un centre d'interpretació, que funciona a tall de museu també i té un recorregut explicat on es mostren els processos per extreure un fòssil i s'expliquen particularitats d'aquests. Dins del Parc se situa el Cerro Morado, antiga xemeneia d'un volcà ja extint, a la que es pot ascendir contractant un guia en la base del parc, per obtenir una vista privilegiada, el temps de l'ascensió és d'1 hora aproximadament.
El nom de "Vall De La Lluna" li va ser donat per Victorino de Jesús Herrera, de la família propietària de la gran lloc Ischigualasto, cap a 1940. Un primer reportatge va ser fet pel fotògraf de San Juan Rogelio Díaz Costa. Va començar a ser conegut i visitat quan el març de 1967 el fotògraf Antonio Legarreta i el periodista Federico B. Kirbus van publicar un article il·lustrat al rotogravat de La Prensa amb el títol "Riquesa i bellesa natural de la Vall de la Lluna".
Aquest parc provincial va ser declarat Patrimoni de la Humanitat per la UNESCO, el 29 de novembre de 2000.
- Video temàtic d'Ischigualasto. Arxivat 2008-12-02 a Wayback Machine.

## Toponímia
Ischigualasto és un nom d'origen quítxua, que significa "Lloc on es posa la lluna". També se li atribueix origen diaguita, o fins i tot que corresponia al nom d'alguna tribu o a cacic Huarpe. Però l'accepció més probable i acceptada és la primera.

## Atracció

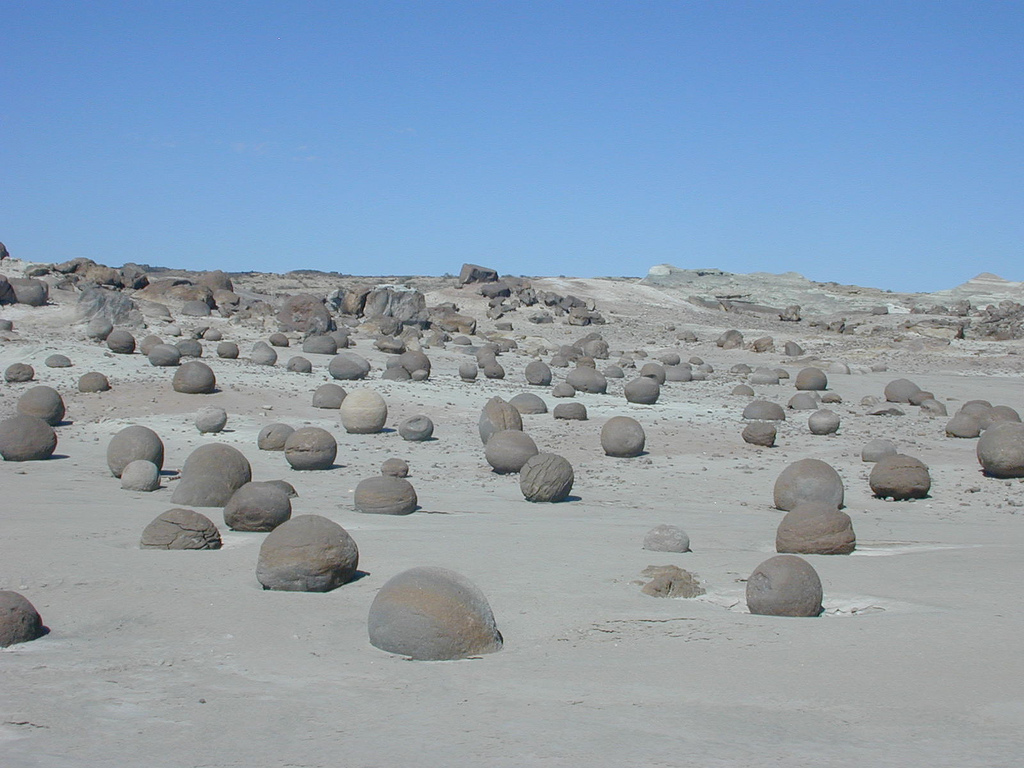
Canxa de bochas.

Ischigualasto és un lloc únic que ha atret l'interès de geòlegs i paleontòlegs des de fa gairebé cent anys. Els paleontòlegs han buscat en aquest paratge meravellós respostes als eterns misteris de l'origen dels dinosaures i mamífers moderns. Un lloc màgic i alhora hostil, d'una climatologia canviant amb vent, molt sol, la falta d'aigua, tot es conjura per allunyar-nos. Sempre ha estat així per a nosaltres, encara que no per als nombrosos animals que van viure aquí durant el Triàsic fa més de 230 milions d'anys.
Aquí es pot caminar sobre un mantell de roques que conserven els rastres, i encara que sembli extrem, l'esperit dels animals que el van habitar fa tant temps.
Però la màgia no està només en els dinosaures, tot aquest lloc és així, ens permet viure experiències tan absolutes com el silenci total, la solitud total, i fins i tot una altra realitat. Ischigualasto representa el començament del món tal com el coneixem, els continents i fins i tot part de la fauna que ha arribat fins als nostres dies i marca l'inici de l'era dels dinosaures, que van habitar la Terra durant cent cinquanta milions d'anys, una eternitat, si se la compara, amb nostra gairebé efímera presència sobre aquest planeta.
Amb la creació de l'Ens Autárquico Ischigualasto el Govern de la Província de San Juan ha pres la iniciativa per mantenir intacta la nominació conferida al Parc Natural Ischigualasto per UNESCO com a Lloc Patrimoni de la Humanitat, a més de posar en pràctica un ambiciós projecte de posada en valor turístic de tots els seus atributs.
Aquesta nova etapa que comença per al Parque Ischigualasto estarà comunicacionalmente assentada sobre dos eixos fonamentals, un eix vivencial i un altre de valoració turisme - ciència.
L'eix vivencial inclou al "Vall de la Lluna" com a producte turístic tradicional, que fa, que ressaltar el seu extraordinari paisatge incloent l'ús iconogràfic i distintiu de les geoformes. D'altra banda, també es considera la inclusió d'un altre subeix, el natural i cultural, que inclou la valoració de la flora i la fauna autòctones protegida i totes les evidències culturals pre i posthispàniques que es troben dins dels límits del Parc i la seva àrea d'amortiment.

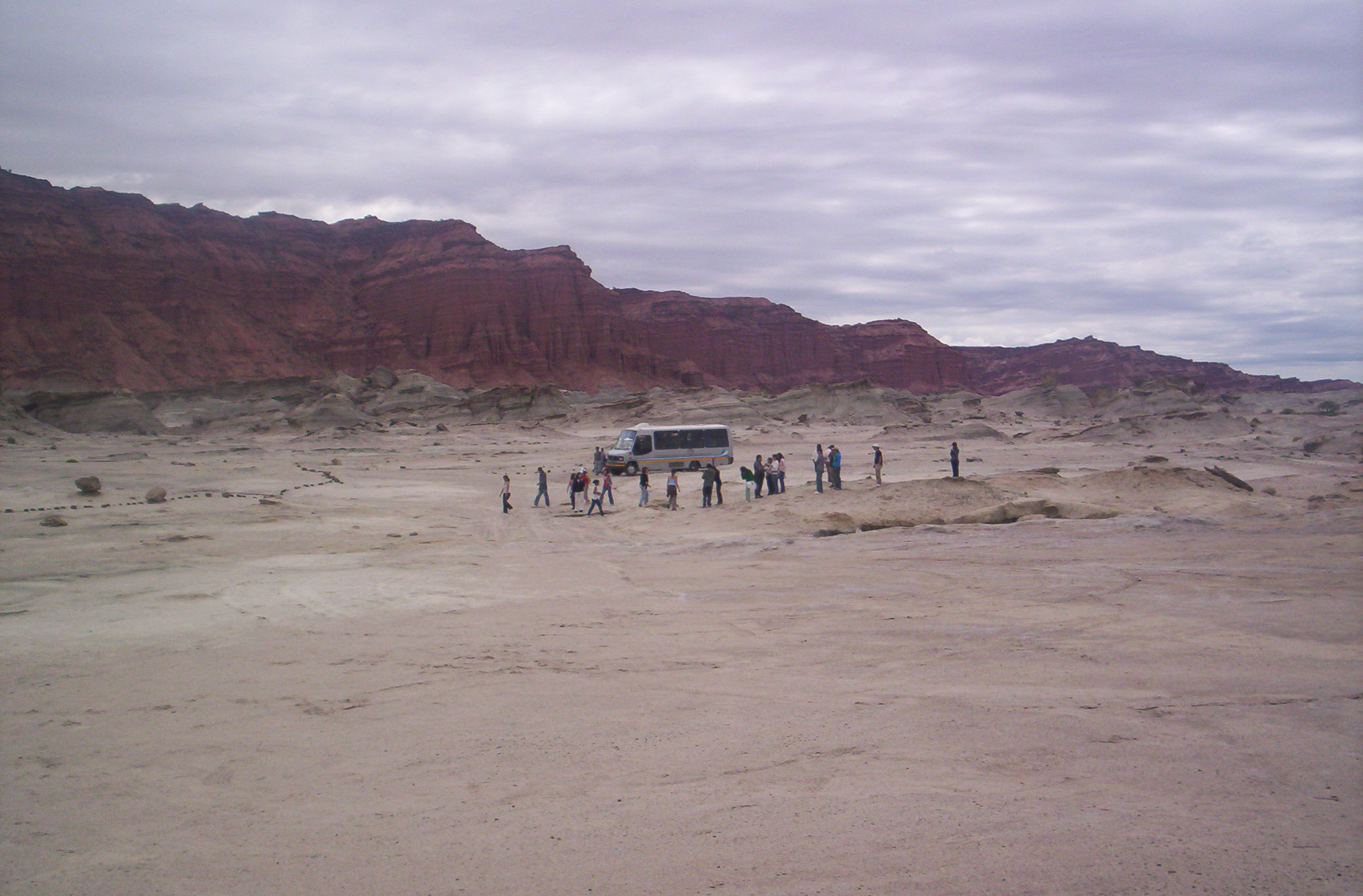
Turistes al parc

L'eix ciència - turisme revalora el Parc Ischigualasto com un dels jaciments geològics-paleontològics Triásics més importants del món. Aquest eix es divideix naturalment en els seus dos aspectes més rellevants: el paleontològic i el geològic. El primer emfatitza en la importància evolutiva, exquisida qualitat, quantitat i varietat de fòssils de vertebrats que Ischigualasto ha brindat a la comunitat científica en els últims quaranta anys. El subeix geològic posa en valor els més de 200 km²; d'afloraments de roques que constitueixen una seqüència ininterrompuda única que documenten la història geològica, biològica i climàtica de la terra durant tot el període Triàsic.
Aquestes línies de base conceptual permeten delinear accions futures referent a serveis turístics. L'ús turístic de l'eix ciència - turisme posarà a disposició dels visitants un Ischigualasto que normalment ha romàs ocult i sol a l'abast de la comunitat científica interessada. Per fer accessible al públic en general més de quaranta anys d'investigació científica, és que s'ha muntat una exhibició de gairebé 700 metres coberts en la qual s'explica la història completa d'un fòssil, des de la seva troballa fins a la seva preparació en laboratoris especials, encara que sobretot s'exhibeixen una gran varietat de els millors fòssils col·lectats a Ischigualasto.

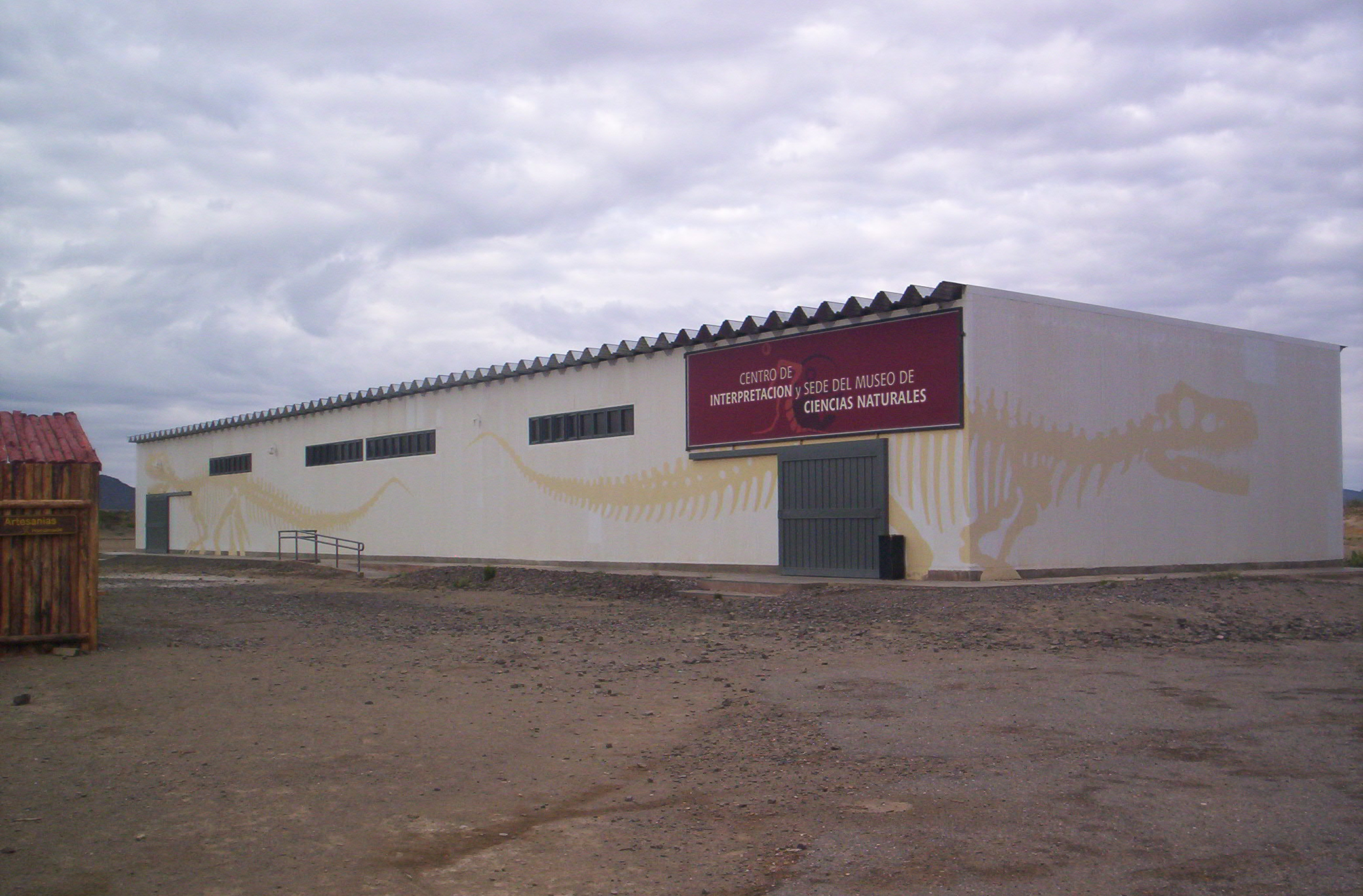
Museu de ciències naturals ubicat en el parc.

Molt aviat es posarà en execució un projecte d'excursions "científiques" tant geològiques com paleontològiques. En aquestes excursions els visitants podran aprendre sobre 45 milions d'anys d'evolució geològica de tota la conca d'Ischigualasto, incloent-hi la visita a llocs d'extracció de fòssils especialitzats acompanyats per guies universitaris.
Tot aquest programa de desenvolupament inclou altres mesures, entre les més importants es destaquen: un pla d'inversió per a la millora substancial en infraestructura, pla de protecció que inclou l'aprovació d'un Pla de conducció per al Parc i la creació d'un cos professional de guardaparcs, un pla de promoció turística, anàlisi de la microregió que permeti un millor usdefruit del gran fluix turístic circumdant per part dels habitants de les localitats veïnes al Parc.

## El Museu
La mostra del Museu de Ciències Naturals en el Parc Ischigualasto té com a objectiu mostrar els aspectes paleontològics de Ischigualasto, els quals no són mostrats al turista en la seva visita interna al circuit. Aquesta exhibició omple un gran buit que hi havia en aquest aspecte, ja que els turistes poden apreciar el valor paleontològic d'Ischigualasto, i que és en definitiva el que va motivar la UNESCO a declarar aquest parc com a lloc Patrimoni de la Humanitat.

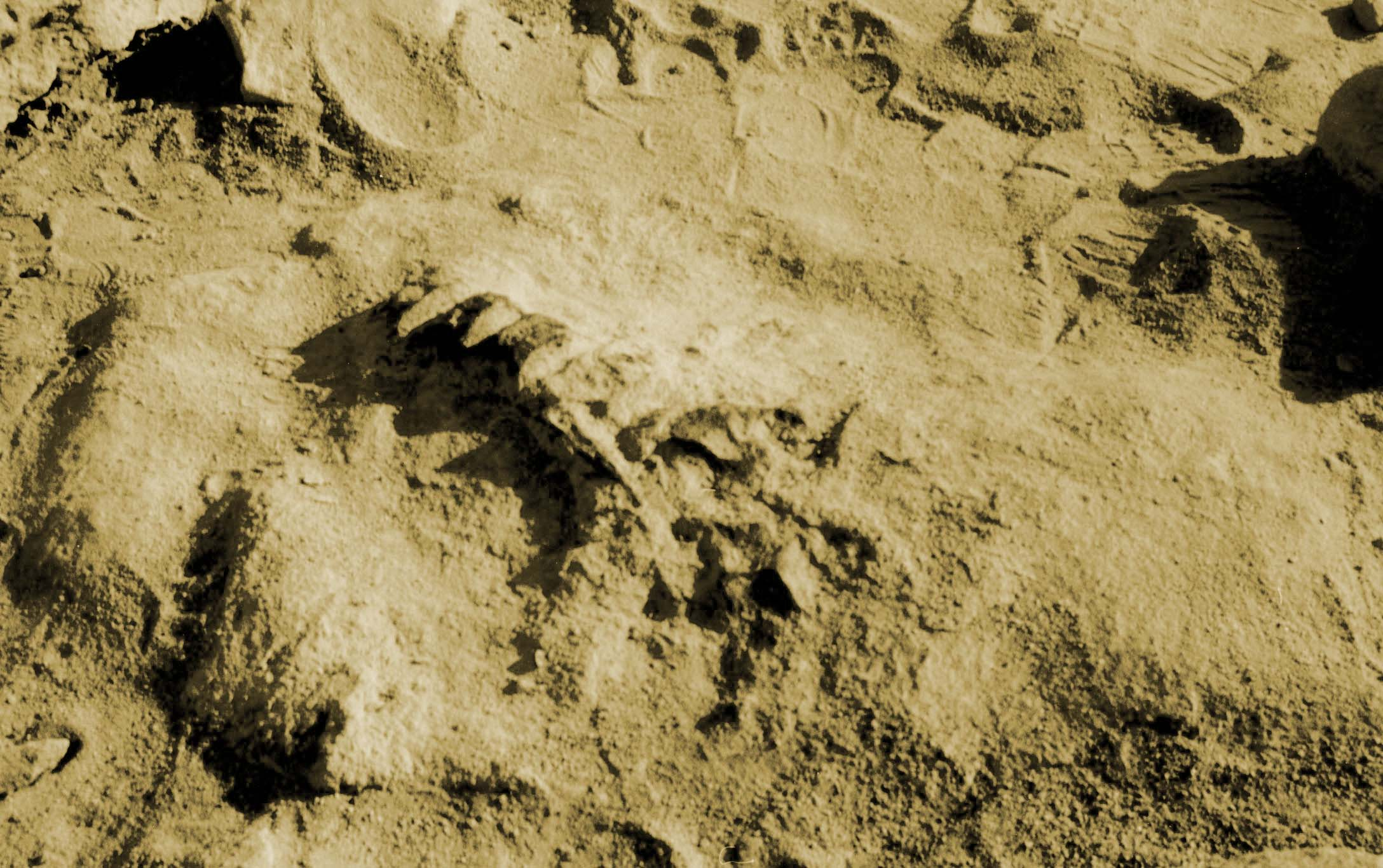
Columna vertebral i membre superior de Eoraptor lunensis aflorant de les roques.

En aquesta exhibició, es descriu la tasca paleontològica com un procés continu des de la recerca dels fòssils en el camp, passant per diferents tasques de preparació i investigació, fins a la preparació dels muntatges per ser exhibits al públic, com a producte acabat de la llarga tasca paleontològica.
Quan es recorre l'exhibició, l'apassionant món de la paleontologia embolcalla el turista. A tota hora els visitants són acompanyats per un guia especialitzat, generalment joves estudiants de les carreres de Geologia i Biologia de la Universitat Nacional de San Juan, que els instruirà i ajudarà a comprendre les diferents estacions dins de la mostra. Els guies explicaran amb les seves vivències com es realitza la recerca i extracció d'un fòssil en el camp, descriuran també alguns processos de laboratori tals com preparacions de fòssils i muntatges d'esquelets en plàstic.

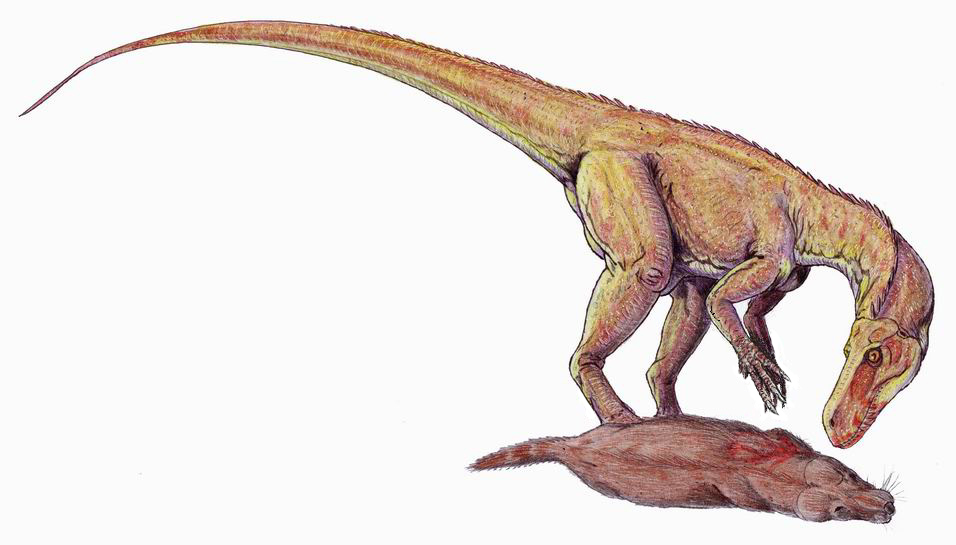
Herrerasaurus.

La mostra també inclou l'exhibició de dues de les peces més importants col·lectades a Ischigualasto.
Una d'elles és el Eoraptor, un dinosaure molt primitiu trobat pel Dr. Ricardo Martínez del Museu de Ciències Naturals l'any 1991.
I el crani i la grapa de Herrerasaurus que és un altre dinosaure que va viure junt amb Eoraptor al començament del que després es va convertir en l'"Era Dels Dinosaures", ambdós són els dinosaures més antics del món coneguts fins al moment i constitueixen les joies del Museu de Ciències Naturals de San Juan. Els esmentats exemplars estan exhibits per primera vegada junts a Ischigualasto, el mateix lloc que els va allotjar durant 230 milions d'anys.
Dins de la mostra també se'n podran observar dos espectaculars muntatges d'esquelets un és el de Herrerasaurus i l'altre correspon a un Frenguellisaurus. El turista també podrà apreciar dins del recorregut diversos esquelets fòssils que constitueixen vistoses troballes pel seu tipus de preservació, aquests donen peu al guia per introduir el turista dins de la paleontologia científica, que inclou a més dels clàssics estudis d'anatomia i relacions de parentiu, noves disciplines tals com la biomecànica, que inclou l'anàlisi dels moviments animals, és a dir com es desplaçaven i corrien, com caçaven, que menjaven, etc. D'altra banda s'ensenya els resultats d'anàlisi tafonómicos, comunament coneguts com a aplicacions de paleontologia forense, i s'hi tracta d'entendre les causes de la mort, la preservació i la suma de tots els processos que van sofrir els animals des que van morir fins a ser trobats fòssils milions d'anys més tard.

## Formacions

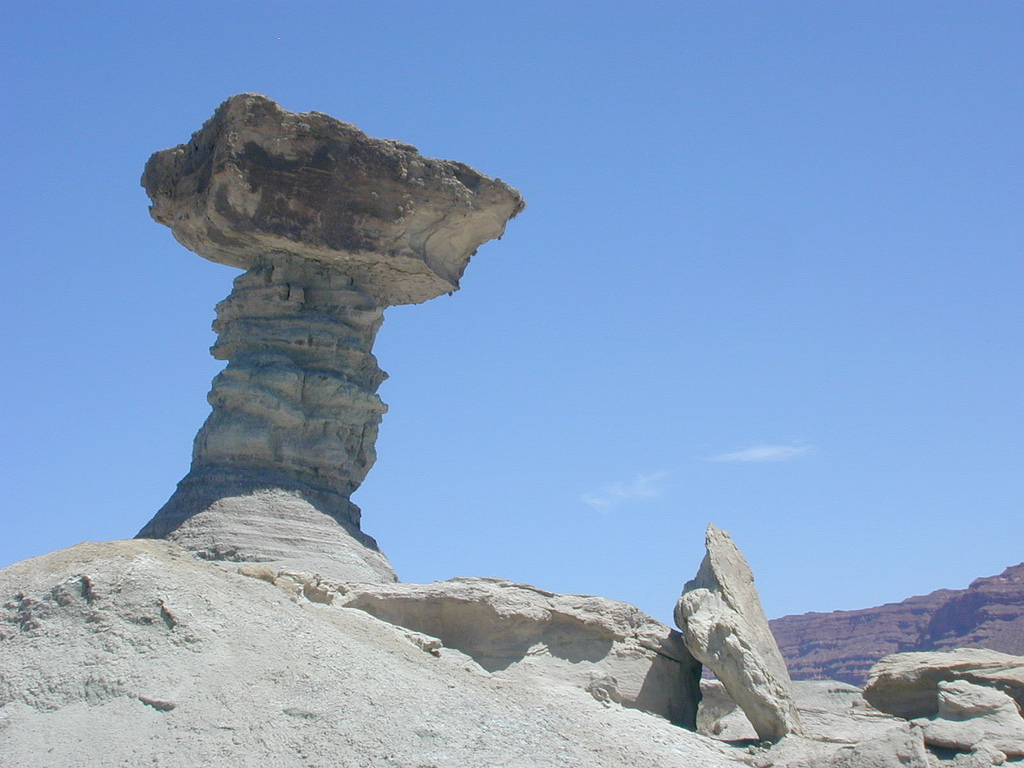
El fong.

Formacions Talampaya i Tarjados: estan presents al sector més occidental del Parc Ischigualasto i a l'est, al llarg del Parc Talampaya a la província de La Rioja. És un conjunt de roques de color vermell parduzco. Els estratatos que el componen són principalment gresos (sorres cementades) alternants amb alguns nivells conglomerádics (sorres més gruixudes amb fragments de fins a diversos centímetres) que representen els sediments deixats pels ventalls al·luvials en baixar de les vores de la conca. L'edat d'aquest grup d'estrats correspon al Triàsic Inferior i fins al moment no han estat trobats fòssils de cap tipus que puguin confirmar amb seguretat aquesta edat.
Formació Chañares: està present a la província de San Juan al sud-oest del Parc Ischigualasto, en contacte amb les Formacions Talampaya i Tarjados i al sud-oest al parc de Talampaya a la província de La Rioja. És un paquet de roques grises i blanquinoses, constituïdes per gresos i argiles deixades pels rius que fluïen la llac d'Ischichuca. Els mateixos són portadors d'una important fauna de vertebrats que representen el Triásico Mitjà.
Formació Ischichuca: està present al nord-est del parc, en contacte amb la vora oriental de les Formacions Talampaya i Tarjados. És una unitat constituïda per una successió de prims nivells negres d'arcilitas i gresos fins en la qual s'han trobat restes de plantes, nivells de carbó i invertebrats lacustres dipositats al llarg de l'existència del llac Ischichuca en el Triásico Mitjà.
Formació Los Rastros: aflora de nord en sud, a l'est de les Formacions Chañares i Ischichuca. Està formada per una paquet de gresos bruns que alternen amb nivells negres d'arcilitas i carbó que representen els últims vestigis del llac Ischichuca i els sediments deixats pels rius que drenaven al mateix. En aquesta unitat s'han trobat nombroses restes de plantes, empremtes de tetràpodes i una gran quantitat d'invertebrats d'hàbits lacustres d'edat Triásico Mitjà.

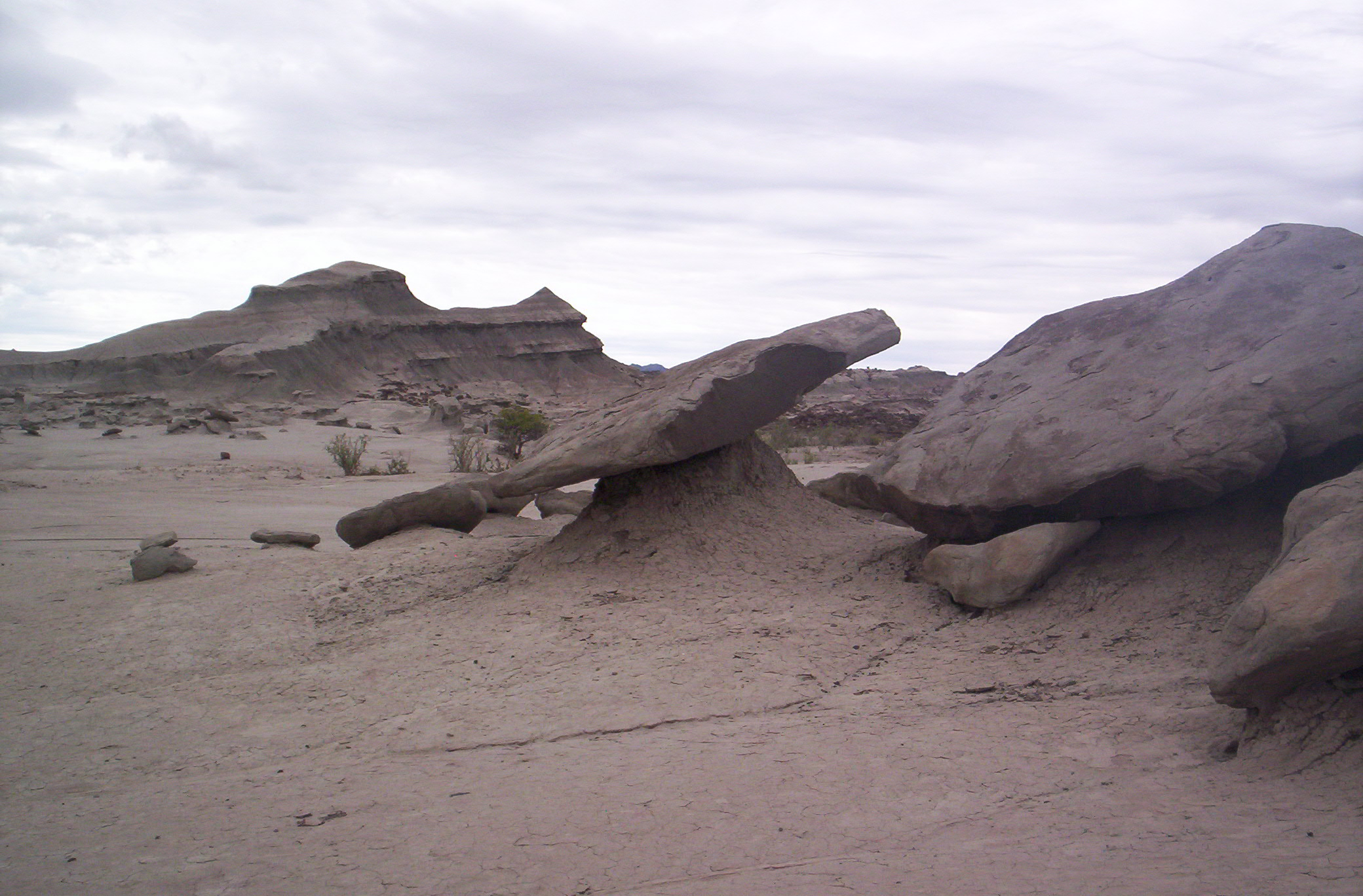
Vista a una de les tantes formacions a Ischigualasto.

Formació Ischigualasto: aflora de nord en sud en contacte amb la vora oriental de la Formació Los Rastros. Està constituïda per un paquet de roques grises, blanquinoses i morades, caracteritzades per una alternança de gresos que constitueixen els paleoríos amb sediments fins de plana. En aquesta formació han estat trobats la major quantitat de fòssils de vertebrats de la conca d'Ischigualasto, a més d'una copiosa col·lecció de restes vegetals de fulls i troncs fòssils del Triàsic Superior.
Formació Los Colorados: aquesta unitat apareix en l'extrem oriental del parc Ischigualasto a la província de San Juan, recorrent tota la conca en sentit nord sud en contacte amb la vora oriental de la Formació Ischigualasto. Aquesta constituïda per un paquet de gresos intercalats amb fins nivells d'arcilitas dipositades per rius i algunes dunes deixades pel vent. Aquest paquet caracteritzat pel seu color vermell és portador de les restes de vertebrats més joves del Triàsic, i també d'alguns grans troncs.